# افتخار احمد سید
افتخار احمد سید (انگلیسی: Iftikhar Ahmed Syed؛ زادهٔ ۲۳ اوت ۱۹۵۲) ورزشکار هاکی روی چمن اهل پاکستان است.